# KNVB beker 2020-2021
La KNVB Beker 2020-2021 è stata la 103ª edizione della KNVB beker di calcio, iniziata il 29 agosto 2020 e terminata il 18 aprile 2021. L'Ajax ha conquistato il trofeo per la ventesima volta nella sua storia.

## Formula del torneo[2]
| Turno                     | Squadre rimanenti | Squadre partecipanti | Vincitori turno precedente | Squadre entrate | Campionati entranti                                    | Sorteggio        | Date                |
| ------------------------- | ----------------- | -------------------- | -------------------------- | --------------- | ------------------------------------------------------ | ---------------- | ------------------- |
| Primo turno preliminare   | 106               | 60                   | 0                          | 60              | Vincitori Coppe del Distretto (24) Deerde Divisie (36) | 23 luglio 2020   | 29-30 agosto 2020   |
| Secondo turno preliminare | 76                | 42                   | 30                         | 12              | Tweede Divisie (12)                                    | =                | 6-8 ottobre 2020    |
| Primo Turno               | 60                | 56                   | 20                         | 36              | Eredivisie (14) Eerste Divisie (16) Tweede Divisie (6) | 9 ottobre 2020   | 26-28 ottobre 2020  |
| Secondo Turno             | 23                | 14                   | 19                         | 4               | Eredivisie (4)                                         | 21 novembre 2020 | 15-17 dicembre 2020 |
| Ottavi di finale          | 16                | 16                   | 16                         | 0               |                                                        | 21 dicembre 2020 | 19-21 gennaio 2021  |
| Quarti di Finale          | 8                 | 8                    | 8                          | 0               |                                                        | 23 gennaio 2021  | 9-11 febbraio 2021  |
| Semifinali                | 4                 | 4                    | 4                          | 0               |                                                        |                  | 2-4 marzo 2021      |
| Finale                    | 2                 | 2                    | 2                          | 0               |                                                        |                  | 18 aprile 2021      |

## Fase preliminare

### Primo turno preliminare
| Squadra 1      | Risultato       | Squadra 2                 |
| -------------- | --------------- | ------------------------- |
| 29 agosto 2020 |                 |                           |
| Capelle        | 4 – 0           | Hoogland                  |
| Cluzona        | 0 – 4           | Sparta Nijkerk            |
| DVS '33        | 3 – 1           | Dongen                    |
| Rijnvogels     | 1 – 1 (4-2 dtr) | JOS Watergraafsmeer       |
| VVOG           | 0 – 2 (dts)     | DEM                       |
| Harkemase Boys | 6 – 0           | USV Hercules              |
| HSV Hoek       | 1 – 3           | OFC Oostzaan              |
| Ter Leede      | 6 – 2           | Template:Calcio Hoogezand |
| ACV            | 0 – 2           | Gemert                    |
| AWC            | 3 – 4 (dts)     | ODIN '59                  |
| Barendrecht    | 5 – 0           | Erp                       |
| Kampen         | 0 – 0 (5-4 dtr) | EVV                       |
| DTS Ede        | 4 – 0           | Best Vooruit              |
| DUNO           | 1 – 3           | UNA                       |
| DWOW           | 2 – 5           | Buitenpost                |
| Excelsior '31  | 3 – 0           | Susteren                  |
| Oss '20        | 5 – 2           | Ajax Amateurs             |
| GOES           | 1 – 0 (dts)     | Sportlust '46             |
| Hoogeveen      | 2 – 2 (1-4 dtr) | DOVO                      |
| Hollandia      | 0 – 0 (1-3 dtr) | Flevo Boys                |
| Jong AFC       | 1 – 2           | GVV Unitas                |
| Lisse          | 3 – 0           | Blauw Geel '38            |
| Roda 46        | 1 – 1 (4-3 dtr) | ADO '20                   |
| VV Sliedrecht  | 2 – 2 (4-3 dtr) | VVSB                      |
| Staphorst      | 2 – 0           | HSC '21                   |
| SteDoCo        | 10 – 0          | Den Hoorn                 |
| Scherpenzeel   | 2 – 3           | Groene Ster               |
| Achilles Veen  | 5 – 0           | NWC                       |
| SVC 08         | 1 – 5           | HC & CV Quick             |
| 30 agosto 2020 |                 |                           |
| Westlandia     | 4 – 1           | SV Venray                 |

### Secondo turno preliminare
| Squadra 1           | Risultato         | Squadra 2        |
| ------------------- | ----------------- | ---------------- |
| 6 ottobre 2020      |                   |                  |
| GOES                | 1 – 1 (14-15 dtr) | ODIN '59         |
| Buitenpost          | 1 – 1 (5-6 dtr)   | Capelle          |
| De Treffers         | 1 – 2 (dts)       | Barendrecht      |
| Excelsior Maassluis | 4 – 1             | Ter Leede        |
| Harkemase Boys      | 5 – 2             | Flevo Boys       |
| HHC                 | 3 – 2 (dts)       | GVVV             |
| Lisse               | 0 – 3             | SteDoCo          |
| Noordwijk           | 2 – 3 (dts)       | VV Sliedrecht    |
| Spakenburg          | 0 – 1             | AFC              |
| Sparta Nijkerk      | 2 – 3             | Rijnsburgse Boys |
| Staphorst           | 5 – 2             | ASWH             |
| DOVO                | 0 – 1             | DVS '33          |
| 7 ottobre 2020      |                   |                  |
| Achilles Veen       | 2 – 0             | Gemert           |
| DTS Ede             | 3 – 1 (dts)       | GVV Unitas       |
| Excelsior '31       | 2 – 3 (dts)       | Groene Ster      |
| Koninklijke HFC     | 0 – 1             | OSS '20          |
| Kozakken Boys       | 1 – 0             | DEM              |
| OFC Oostzaan        | 7 – 1             | Kampen           |
| Rijnvogels          | 2 – 4             | UNA              |
| 13 ottobre 2020     |                   |                  |
| Quick Boys          | 5 – 0             | Roda '46         |

## Fase finale

### Primo turno
A causa del perdurare dello stop alle squadre di calcio amatoriali e/o dilettantistiche, provocato dal perdurare dell'emergenza sanitaria dovuta alla diffusione della pandemia di COVID-19, la KNVB ha decretato il prosieguo della competizione con l'esclusione delle squadre amatoriali e/o dilettantistiche.
| Squadra 1        | Risultato       | Squadra 2           |
| ---------------- | --------------- | ------------------- |
| 26 ottobre 2020  |                 |                     |
| Excelsior        | 4 – 0           | Helmond Sport       |
| Go Ahead Eagles  | 6 – 0           | NAC Breda           |
| 27 ottobre 2020  |                 |                     |
| Twente           | 1 – 3           | De Graafschap       |
| Heerenveen       | 3 – 1           | TOP Oss             |
| VVV-Venlo        | 4 – 2           | Den Bosch           |
| Dordrecht        | 2 – 4           | Utrecht             |
| 28 ottobre 2020  |                 |                     |
| ADO Den Haag     | 1 – 1 (5-3 dtr) | Sparta Rotterdam    |
| Emmen            | 2 – 0           | Eindhoven           |
| Heracles Almelo  | 3 – 0           | Telstar             |
| RKC Waalwijk     | 2 – 2 (3-5 dtr) | Cambuur             |
| Roda JC          | 0 – 2           | Fortuna Sittard     |
| 1º dicembre 2020 |                 |                     |
| SVV Scheveningen | w/o             | Almere City         |
| Rijnsburgse Boys | Annullata       | Excelsior Maassluis |
| Barendrecht      | Annullata       | Achilles Veen       |
| OFC Oostzaan     | w/o             | MVV                 |
| ODIN '59         | w/o             | Volendam            |
| DTS Ede          | Annullata       | Quick Boys          |
| Staphorst        | w/o             | PEC Zwolle          |
| VV Sliedrecht    | Annullata       | IJsselmeervogels    |
| 2 dicembre 2020  |                 |                     |
| HC & CV Quick    | w/o             | N.E.C.              |
| TEC VV           | w/o             | Groningen           |
| Capelle          | Annullata       | AFC                 |
| DVS '33          | w/o             | Willem II           |
| Kozakken Boys    | Annullata       | Harkemase Boys      |
| HHC              | w/o             | Vitesse             |
| OSS '20          | Annullata       | Katwijk             |
| Westlandia       | Annullata       | SteDoCo             |
| UNA              | Annullata       | Groene Ster         |

### Secondo turno
9 squadre hanno ricevuto un bye per gli ottavi di finale.
| Squadra 1        | Risultato | Squadra 2       |
| ---------------- | --------- | --------------- |
| 15 dicembre 2020 |           |                 |
| Excelsior        | 2 – 0     | PEC Zwolle      |
| Emmen            | 2 – 1     | Groningen       |
| 16 dicembre 2020 |           |                 |
| Almere City      | 1 – 4     | VVV-Venlo       |
| De Graafschap    | 1 – 2     | PSV             |
| Ajax             | 5 – 4     | Utrecht         |
| 17 dicembre 2020 |           |                 |
| Cambuur          | 1 – 2     | Go Ahead Eagles |
| Willem II        | 0 – 2     | Vitesse         |

### Ottavi di finale
| Squadra 1       | Risultato       | Squadra 2       |
| --------------- | --------------- | --------------- |
| 19 gennaio 2021 |                 |                 |
| MVV             | 2 – 2 (4-5 dtr) | Excelsior       |
| Vitesse         | 2 – 1           | ADO Den Haag    |
| Volendam        | 0 – 2           | PSV             |
| 20 gennaio 2021 |                 |                 |
| Emmen           | 1 – 2           | Heerenveen      |
| Feyenoord       | 3 – 2           | Heracles Almelo |
| AZ Alkmaar      | 0 – 1           | Ajax            |
| 21 gennaio 2021 |                 |                 |
| N.E.C.          | 3 – 2 (dts)     | Fortuna Sittard |
| VVV-Venlo       | 1 – 0           | Go Ahead Eagles |

### Quarti di finale
| Squadra 1        | Risultato   | Squadra 2 |
| ---------------- | ----------- | --------- |
| 9 febbraio 2021  |             |           |
| Excelsior        | 0 – 1       | Vitesse   |
| 10 febbraio 2021 |             |           |
| Ajax             | 2 – 1       | PSV       |
| 17 febbraio 2021 |             |           |
| N.E.C.           | 1 – 2 (dts) | VVV-Venlo |
| Heerenveen       | 4 – 3       | Feyenoord |

### Semifinali
| Squadra 1    | Risultato | Squadra 2 |
| ------------ | --------- | --------- |
| 2 marzo 2021 |           |           |
| Vitesse      | 2 – 0     | VVV-Venlo |
| 3 marzo 2021 |           |           |
| Heerenveen   | 0 – 3     | Ajax      |

### Finale
| Arbitro: | Kuipers |

|                             |           |            |
| Gravenberch 23’ Neres 90+1’ | Marcatori | 30’ Openda |